# Al Khardj
Al Khardj (en arabe : الخرج) est une ville dans le centre de l'Arabie saoudite, capitale du gouvernorat (muhafazat) homonyme, l'un des 19 que compte la province de Riyad. 
La population du gouvernorat dans son ensemble est de 376 325 habitants selon le recensement de 2010, dont 100 763 non-Saoudiens. Khardj est une ville récente, car le mot se réfère initialement à une grande région composée d'un certain nombre de petites villes séparées, dont Al-Seeh et Dilam, mais aussi Sulamiyya, Yamamah, al-Hayathim et de nombreux autres petits villages et hameaux. La ville moderne est née d'Al-Seeh. 

## Géographie
La région de Khardj se définit au sens large comme la vaste vallée du Wadi al-Sahba (parfois appelé Wadi al-Khardj), où convergent les eaux de plusieurs oueds, dont le Wadi Hanifa, avec plusieurs sources d'eau douce (appelées asyah ou uyun). 
La région de Khardj est donc historiquement un des endroits les plus riches en Arabie pour les ressources en eau, permettant la production de céréales dès les temps anciens. Cependant, les sources de l'al-Khardj et de l'al-Aflaj ont tari depuis 1990.

## Histoire
Dans les périodes précédentes, la région est plus connue sous le nom Jaww, Jaww Al-Yamamah, Al-Yamâma ou Al-Khadharim. La légende pré-islamique des tribus de Tasm et Jadis se situe dans la région de Khardj. Au début de l'Islam, Al Khardj est habitée par les tribus Bakr, en particulier les Banu Hanifa. En 862, le clan alide Banu al-Ukhaïdhir fuit du Hedjaz et fait d'Al-Yamâma, la capitale d'un petit État.
Au XVIIIe siècle, la région est, avec la ville de Riyad, l'ennemi le plus tenace du premier État saoudien et parmi les derniers du Nejd à se soumettre au nouveau pouvoir. Plus tard, c'est une des régions les plus fidèles au régime saoudien, donnant refuge à Turki ben Abdallah (en) dans les années 1820 sous l'occupation égyptienne et rejoignant très vite les campagnes d'Ibn Saoud au début du XXe siècle.

## Économie
Aujourd'hui, Khardj héberge une ferme gouvernementale, parmi les plus anciennes du genre dans le pays. L'oasis de Khardj produit des dattes, des légumes (carottes, concombres, tomates, laitues) et des fruits (oranges, melons et raisins). On y élève bétail, volaille, chevaux. De grandes entreprises transforment les produits de base en produits alimentaires. 
Khardj a d'excellentes connexions avec les autres centres urbains du pays, autoroutes, chemins de fer et aéroports de la capitale, Riyad, à 50 km au nord-ouest. Au sud ouest, Khardj  est, par route, à 800 km de Abha, 775 de Khamis Mushait, 800 de Najran. Khardj est situé dans une zone de citernes. Il y a aussi un château d'eau avec un restaurant. 
L'une des principales bases de la RSAF, la base aérienne Prince Sultan, à proximité (24° 03′ 50″ N, 47° 33′ 43″ E
) abrite plusieurs chasseurs F-15. Enfin, Al-Khardj a accueilli environ 60 000 militaires de la coalition contre l'Irak pendant la guerre du Golfe en 1991. 

## Enseignement
L'université Prince Sattam Bin Abdulaziz a été créée à Al Khardj en 2007.